# Кедири

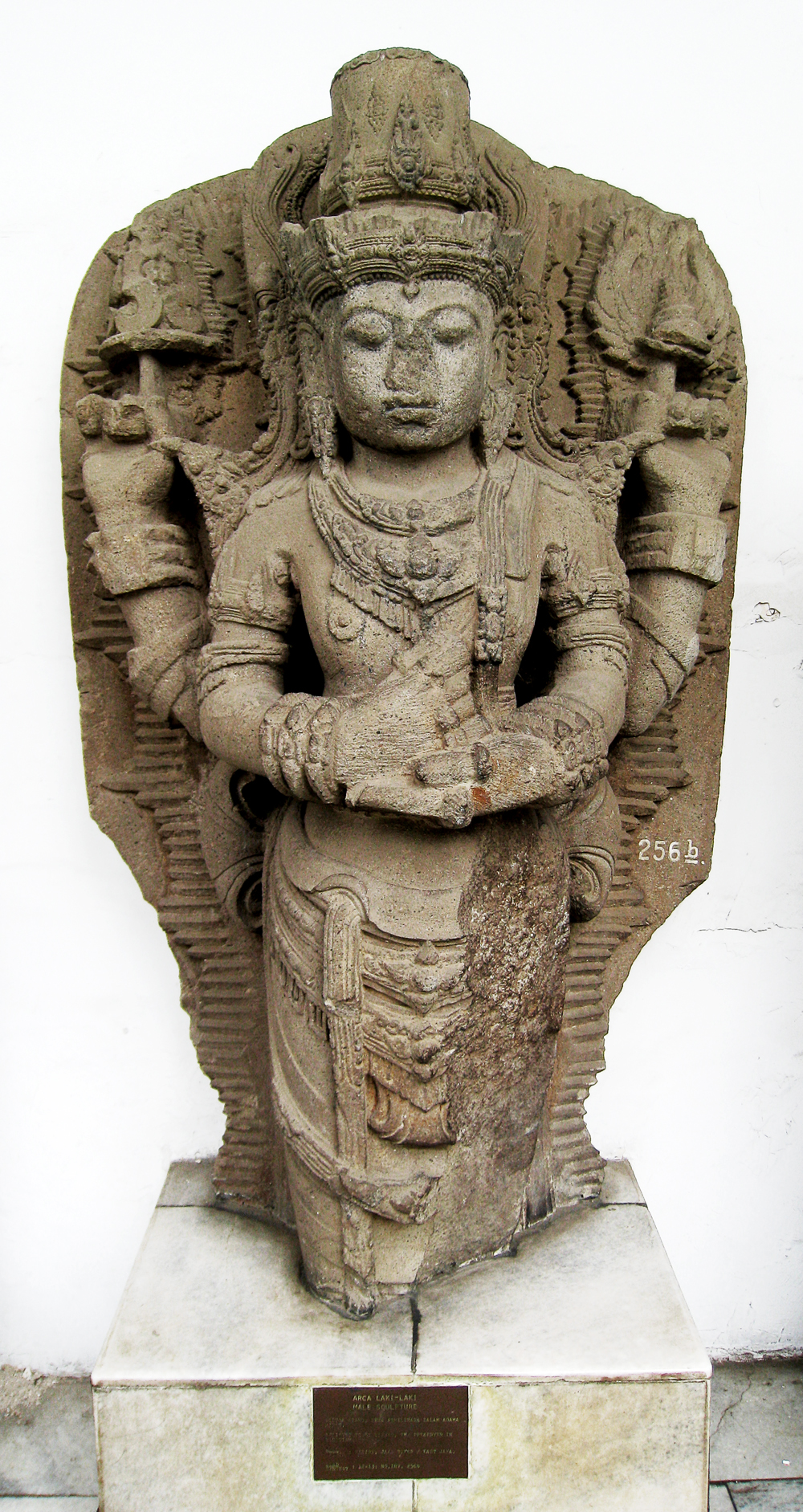
Статуя Вишну. Кедири, XII—XIII век

Кеди́ри — феодальное государство на Восточной Яве, существовавшее в 1042—1222 годах. Возникло в результате распада государства Матарам, унаследовало западную часть его территории. Созданное на основе восточной части земель Матарама государство Джангала позднее, в 1135 году, вошло в состав Кедири, благодаря чему последнее стало одним из крупнейших средневековых государственных образований Индонезии.
Вело активную торговлю пряностями, вывозившимися с острова Тернате, находившегося в вассальной зависимости от Кедири. Расцвет государства, включая подъём культуры (сохранились, в частности, поэмы «Харивангса» и «Бхаратхаюддха»), пришёлся на XII век, а в начале XIII века началась борьба между духовенством и светской властью.
Перестало существовать в 1222 году: потерпев поражение в битве при Гантере от войск Кен Арока — вышедшего из повиновения правителя одной из удельных территорий, вошло в состав созданного Кен Ароком государства Сингасари.